# General San Martín (metropolitana di Buenos Aires)
General San Martín è una stazione della linea C della metropolitana di Buenos Aires.
Si trova sotto plaza San Martín, nei pressi dell'intersezione tra calle Esmeralda e avenida Santa Fe, nel barrio di Retiro.
La stazione è stata proclamata monumento storico nazionale il 16 maggio 1997.

## Storia
La stazione è stata inaugurata il 17 agosto 1937 quando il resto della linea era già interamente attivato.

## Interscambi
Nelle vicinanze della stazione effettuano fermata diverse linee di autobus urbani ed interurbani.
- Fermata autobus

## Servizi
La stazione dispone di:
- Biglietteria a sportello
- Biglietteria automatica